# Badstraße (Berlin)
Die Badstraße ist eine wichtige Verbindungsstraße im Berliner Ortsteil Gesundbrunnen des Bezirks Mitte. Sie erhielt ihren Namen nach dem 1760 eröffneten Luisenbad, einer früheren Heilquelle, und ist Teil der Verbindung zwischen dem östlichen Stadtzentrum und den nördlichen Berliner Bezirken.

## Lage und Verlauf
Die Straße ist eine der drei Hauptverkehrsstraßen durch den Ortsteil. Sie beginnt am S- und U-Bahnhof Gesundbrunnen als Verlängerung der Brunnenstraße und führt in nordwestliche Richtung über die Kreuzung Pankstraße/Ecke Prinzenallee zur Panke, an der sich das namensgebende Luisenbad befand, über die Badbrücke zur anschließenden Schwedenstraße. Die Badstraße gehört zum übergeordneten Straßennetz Berlins und hat die Netz-Kategorie II (übergeordnete Straßenverbindung).

## Geschichte

### Siedlungsbeginn und Erschließung

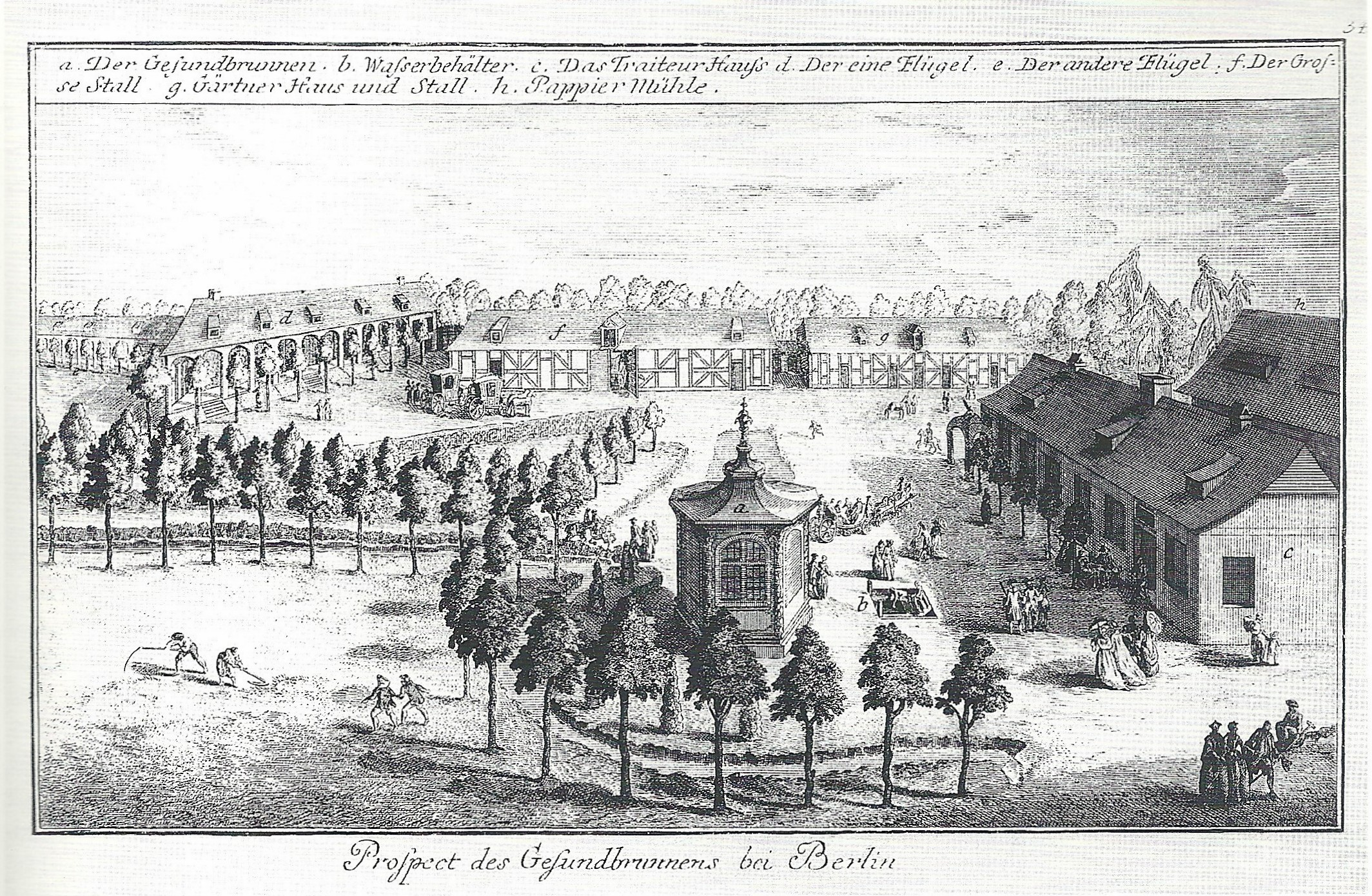
Gesundbrunnen, Kupferstich von Johann Daniel Schleusen um 1770

Am Pankeufer entstand 1714 eine Wassermühle, mit der im 18. Jahrhundert die Erschließung und Besiedlung des Stadtviertels begann. Die Brunnenstraße und deren Verlängerung wurde 1752 auf Anordnung Friedrichs II. unter dem Namen Straße von Rosenthal angelegt. Sie verlief vor 1752 als Sandweg vom Rosenthaler Tor in Richtung Nord-Nordwest. Neben der Verbindung zwischen Berlin und dem heutigen Ortsteil Rosenthal diente sie der Erschließung der von Heinrich Wilhelm Behm angelegten Heilquelle, die ab 1758 als Friedrichs-Gesundbrunnen bekannt wurde – und dem Ortsteil seinen Namen gab. Auf der Karte von 1722 sind Bad- und Brunnenstraße ohne Namen an der Pankemühle als Weg eingezeichnet. Bereits im Adressbuch 1835 von Winckler ist die Straße aufgeführt.
Mit der friderizianischen Kolonisation in der zweiten Hälfte des 18. Jahrhunderts entstanden in dieser Gegend viele Straßen, wie die Gartenstraße als unbefestigter Weg vom Hamburger Tor über die heutige Gerichtstraße zum Vorwerk Wedding. Die Ackerstraße wurde 1752 mit der Kolonie Neu-Voigtland angelegt, ebenso wie die Brunnenstraße, die bald darauf bis zum Gesundbrunnen verlängert wurde. Die vom Gesundbrunnen ausgehende Koloniestraße, westlich der Panke, erschloss die 1782 gegründete Kolonie hinter dem Gesundbrunnen.

### Heilbad
Im Jahr 1760 wurde das Heilbad unter dem Namen „Friedrichs-Gesundbrunnen“ durch den Hofapotheker Heinrich Wilhelm Behm eröffnet, der es bis zu seinem Tod 1780 betrieb. Unter seinen Erben verfiel das Bad zusehends. 1808 erwarb der erfolgreiche „Medicinal-Assessor“ und Buchhändler Flittner den Brunnen und renovierte die zwischenzeitlich verfallene Anlage. Durch die Beziehung seiner Cousine Friederike Bethmann-Unzelmann zum Hof gelang es ihm, Königin Luise als Namenspatronin zu gewinnen. Luise schrieb aus dem Königsberger Exil ein Glückwunschschreiben zur bevorstehenden Taufe des Bades:

„Ihre Majestät die Königin machen sich ein Vergnügen daraus, die Bitte eines Ober-Medicinal-Assessors Herrn Flittner zu erfüllen, und wollen daher gern bewilligen, daß eine zu wählende Standesgenossin in Höchsten Namen der Taufe als Zeugin beiwone. Höchstihroselbenwerden künftig mit besonderer Teilnahme von der glücklichen sowohl physischen als merelichen (?) Entwicklung ihrer kleinen Tochter hören, und wünschen aufrichtigst, daß derselben aus den Zeiten des Jammers in welchen sie das Licht der Welt erblickte, eine glückliche Zukunft hervorgehen möge“

Ob die Namenspatronin jemals am Gesundbrunnen war, muss bezweifelt werden, da die königliche Familie erst am 23. Dezember 1809 aus Königsberg nach Berlin zurückkehrte und die Königin bereits am 19. Juli 1810 verstarb.

### Beliebtes Ausflugsziel
Das Luisenbad war Ausflugsziel für die Berliner und führte ab der Wende vom 18. zum 19. Jahrhundert zur Ausprägung der Badstraße als bürgerlichen Boulevard mit zahlreichen Volksgärten, Restaurationsbetrieben und Theatern (bekannte Etablissements waren Weimann’s Volksgarten, Rose-Theater, Marienbad oder Victoria-Garten). Zum Ende des 19. Jahrhunderts war das Stadtviertel ein beliebtes Ausflugsziel der Berliner.

### Entwicklung im 19. Jahrhundert

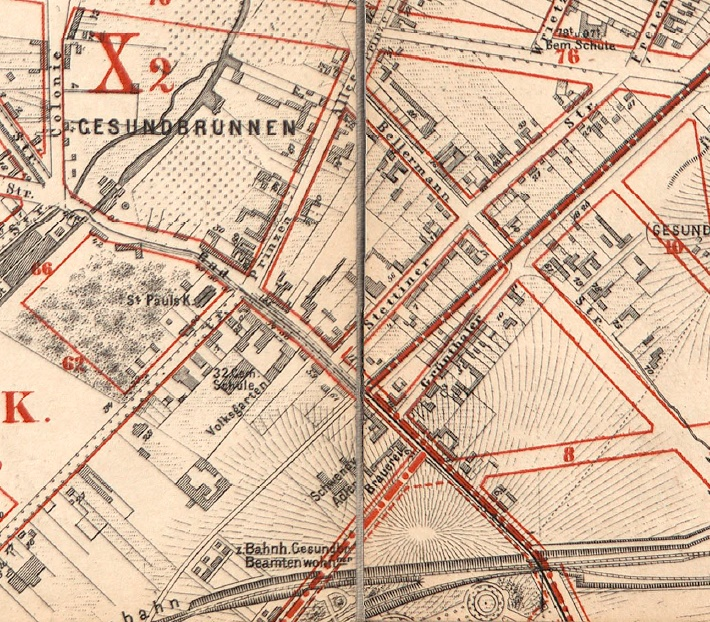
Plan von 1882

Ein erster Bebauungsplan für die Gegend entstand 1830, der von Friedrich Wilhelm III. genehmigt wurde. James Hobrecht übernahm das entworfene Straßennetz in seinen 1862 erlassenen Bebauungsplan. Von 1832 bis 1835 wurde die St. Pauls-Kirche als dritte der Schinkelschen Vorstadtkirchen errichtet. Ihre Einweihung erfolgte am 12. Mai 1835.
Die 1714 errichtete Wassermühle stürzte 1830 ein und wurde 1843–1844 durch einen Neubau ersetzt, der als das älteste Wohn- und Gewerbegebäude an der Badstraße erhalten ist.
Die Straße erhielt 1824 eine Lindenbepflanzung und erst 1849 wurde sie gepflastert. Die Bodenspekulation setzte ein, als die 1856 gegründete Waaren-Credit-Gesellschaft an der Brunnenstraße große Bodenflächen aufkaufte und für die Bebauung vorbereitete. Dabei wurde auch der Park des Luisenbades überbaut. Bereits ab der Mitte des 19. Jahrhunderts entstanden repräsentative Villen und Mietshäuser, die heute als Zentrum Gesundbrunnen unter Denkmalschutz stehen (Nr. 27–51, erbaut 1862–1913) und den historischen Kern des Ortsteils bilden. Hierzu gehört auch das Luisenhaus (Nr. 38/39) und die Pankemühle (40a) mit dem Miethaus Arnheim (40/41), in dem Georg Benjamin von 1931 bis 1933 lebte und arbeitete.
Mit der 1861 erfolgten Eingemeindung des Weddings, des Gesundbrunnens und der Kolonie Schönholz nach Berlin setzte sich das Wachstum fort. 1869 bestand die Bebauung der Badstraße zu 90 Prozent aus ein- und zweigeschossigen Häusern. Mit der zunehmenden Industrialisierung der Brunnenstraße drang die charakteristische fünfgeschossige Bauweise innerhalb weniger Jahre auch in die Brunnenstraße vor.

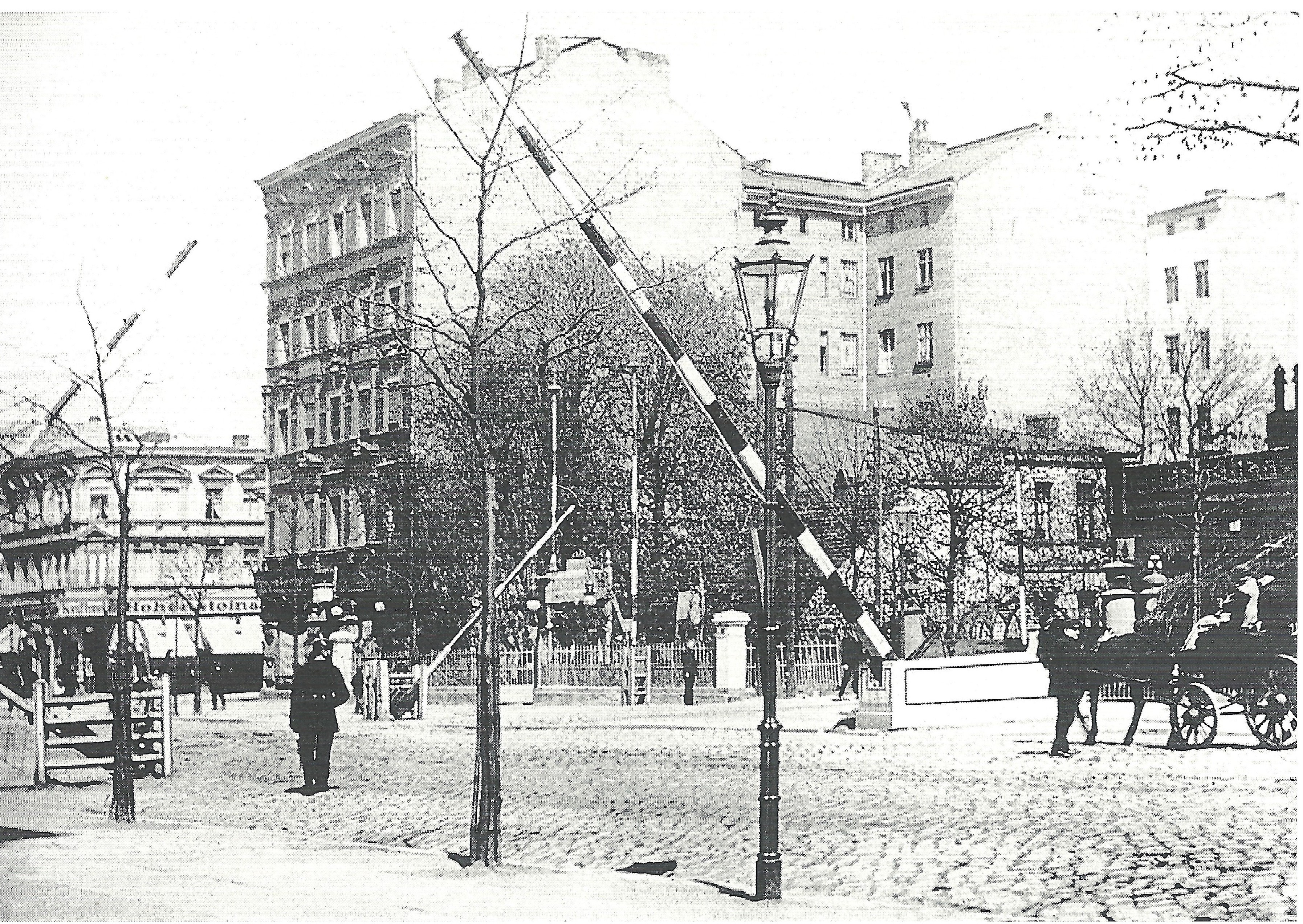
Badstraße mit Bahnübergang der Berlin-Stettiner Eisenbahn um 1890

Mit der Eröffnung der Ringbahn für den Personenverkehr 1872 und der Eröffnung der Nordbahn 1877 und den hier ankommenden Straßenbahnlinien wurde der Bahnhof Berlin Gesundbrunnen zu einem wichtigen Verkehrsknotenpunkt. Dies machte eine Verbreiterung der Badstraße erforderlich, in deren Folge ältere Bauten ersetzt wurden. Der Bahnhof wurde zwischen 1895 und 1897 erweitert und erhielt drei neue Bahnsteige für die Ring-, Vorort- und Fernbahn sowie ein Empfangsgebäude im neogotischen Stil. Am 1. Mai 1897 wurden die ersten beiden Gleise der neuen Strecke (die späteren Vorortgleise) in Betrieb genommen und gleichzeitig die alte (parallel zur Grüntaler Straße verlaufende) Strecke der Stettiner Bahn stillgelegt. Diese überquerte zu ebener Erde die Straße zwischen Badstraße 15 und 16. Am 1. Dezember 1897 konnte auch der neue Fernbahnsteig in Betrieb genommen werden.
Am 8. Juli 1873 nahm die 1871 gegründete Große Berliner Pferde-Eisenbahn die Strecke vom Rosenthaler Tor zum Gesundbrunnen in Betrieb. An der Ecke Bellermannstraße wurde am 10. September 1895 mit der Strecke Badstraße – Pankow die erste elektrische Straßenbahn innerhalb der damaligen Stadtgrenzen Berlins in Betrieb genommen. Betreiber war die spätere BESTAG.
Die Große Berliner Pferde-Eisenbahn errichtete 1874 einen Betriebshof auf der Pankeinsel für die Pferdebahnlinie zum Rosenthaler Platz. Dieser Betriebshof wurde 1891/92 zur Uferstraße 8 verlegt. Der alte Betriebshof wurde bis 1898 zur Werkstatt umgebaut und diente seither als Hauptwerkstatt der Großen Berliner Pferde-Eisenbahn (ab 1898: Große Berliner Straßenbahn). Der jüngere Betriebshof wurde im Zuge der Elektrifizierung 1901 geschlossen und durch den Betriebshof Reinickendorf in der Pankower Allee ersetzt. Die Hallen wurden bis 1904 an die Hauptwerkstatt angeschlossen. Weitere Umbauten fanden in den Jahren 1926–1931 statt. Seit der Verwaltungsteilung der Berliner Verkehrsbetriebe im August 1949 diente die Anlage auch als Hauptwerkstatt Autobus für die Busflotte in West-Berlin, da die eigentliche Hauptwerkstatt im Bezirk Treptow im Ostteil der Stadt lag. Die Hauptwerkstatt Straßenbahn wurde 1961 geschlossen. Die Hauptwerkstatt Autobus blieb bis 2007 bestehen. Die UferHallen AG erwarb die Gebäude im Jahr 2007 um hier die UferHallen Kulturwerkstatt einzurichten. Seit 2010 bietet sie eine gemeinsame Plattform für Bildende Künstler, Musiker, Theaterinszenierungen und Ausstellungen, darunter die Uferstudios, der Piano Salon Christophori sowie verschiedene gastronomische Einrichtungen.

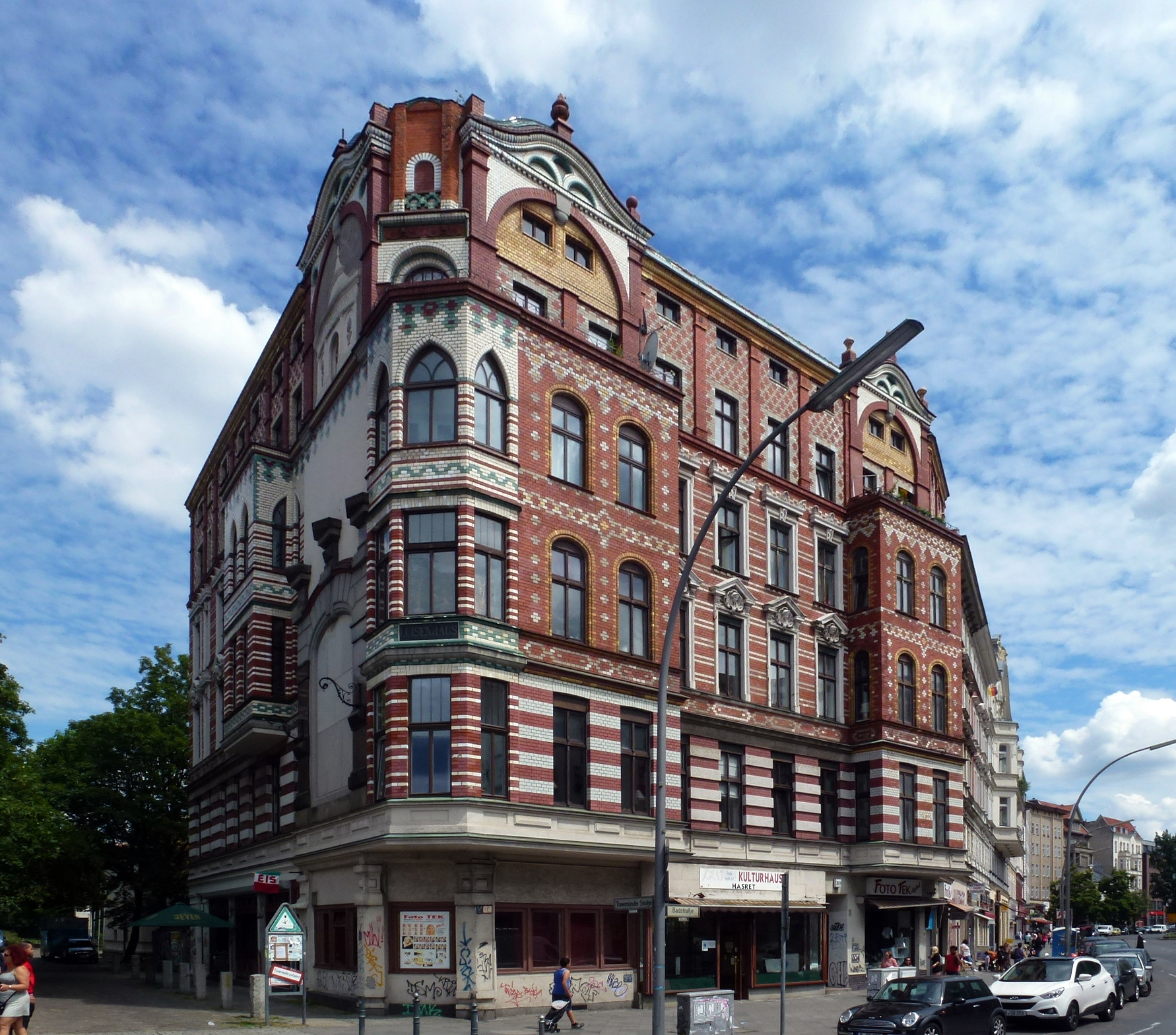
Luisenhaus an der Travemünder Straße

In den 1880er Jahren wurde die Kanalisation im nördlichen Teil der Badstraße verlegt. Der südliche Teil zwischen Hochstraße und dem Bahnübergang konnte noch nicht kanalisiert werden, solange noch ungeklärt war, wie die Probleme des Bahnübergangs gelöst werden sollten. Die modernen Wasserclosetts, die es bereits in einigen Neubauten gab, durften über zehn Jahre nicht in Betrieb gehen, weil der Abwasserkanal fehlte. Der Besitzer des Hauses Badstraße 61 versuchte die Abwässer im Hause selbst zu klären und dann in den offenen Rinnstein der Straße abzuleiten. Bei den Bauarbeiten zur Kanalisation wurde im Jahr 1882 die Heilquelle versehentlich verschüttet und versiegte seit 1891 gänzlich. Das Quellwasser trübte sich durch die Verschüttung und wurde dadurch unbrauchbar. An der Stelle des alten Brunnenhauses entstand 1892–1893 das Luisenhaus, in dessen Keller sich noch heute der umfasste Brunnen der ehemaligen Heilquelle befindet. An der Ecke Bad-/Travemünder Straße befinden sich die noch verbliebenen Gebäude des ehemaligen Luisenbades, die seit November 1995 als Bibliothek am Luisenbad genutzt werden. Trotz des Versiegens der Heilquelle entwickelte sich die Gegend um die Badstraße in der zweiten Hälfte des 19. Jahrhunderts zu einem beliebten Einkaufs- und Vergnügungsviertel, sodass man sie stolz den „ersten Boulevard Berlins“ nannte, während andere vom „St. Pauli in Berlin“ sprachen.
Die Brunnenstraße beherbergte mit den Fabriken von AEG und der Berliner Maschinenbau Schwartzkopff die größten Betriebe des Weddings, während die Badstraße das Ausgeh- und Einkaufszentrum für die Anwohner – und nicht nur für diese – war. Von 1892 bis 1898 war an der Ecke Grünthaler Straße die Markthalle XII in Betrieb, die aber wegen Unwirtschaftlichkeit geschlossen wurde. Einige Jahrzehnte wurde das Gebäude zu städtischen Zwecken umgenutzt (Gewerbeschule, Stuerkasse usw.)

### Weimann’s Volksgarten

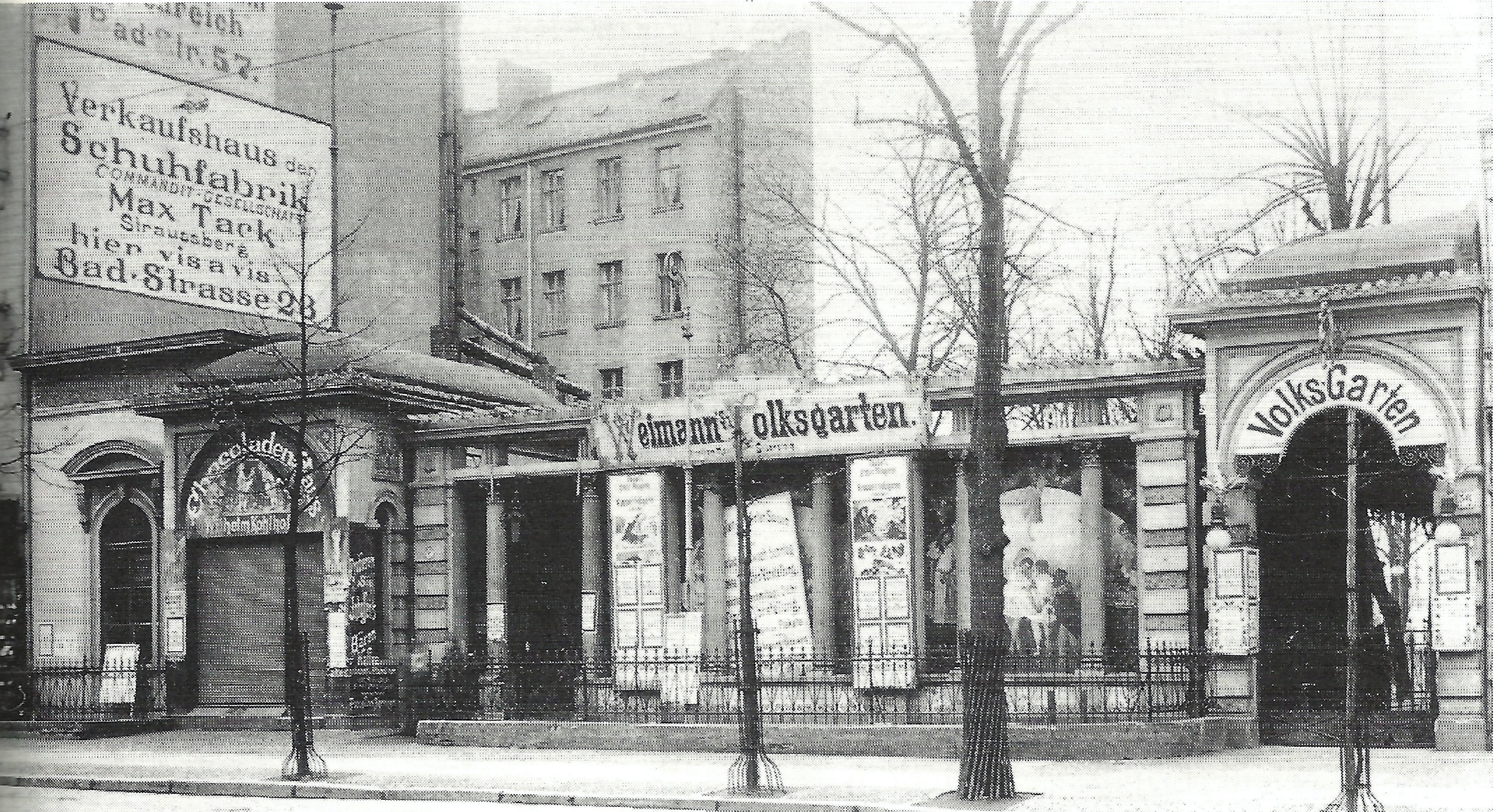
Weimann’s Volksgarten 1905 vor dem Abriss

In der Badstraße 54–56 befand sich von 1851 bis 1905 „Weimann’s Volksgarten“, der im Sommer Platz für bis zu 10.000 Besucher bot. 1851 errichtete August Henkel auf dem weitläufigen Grundstück ein Lokal mit großem Garten und betrieb dort eine Rutschbahn (Montagnes Russes – Vorläufer der Achterbahn) und ein Karussell, die sich größter Beliebtheit erfreuten und der Obrigkeit wegen der ‚unsittlichen Dinge‘, die dort passierten, ein Dorn im Auge war. Nachdem Henkel 1858 starb, verfiel das Gelände, eventuell aufgrund der Beschwerden von Pfarrer Christian Friedrich Bellermann aus der benachbarten St.-Pauls-Kirche. Sie verkaufte deshalb das Gelände an den bereits seit 20 Jahren tätigen Cafetier Eduard August Weimann, der es unter seinem Namen berühmt machte.
Bis 1873 errichtete er ein neues Saalgebäude aus Fachwerk und verschiedene andere Einrichtungen, zu denen auch ein kleines Theater gehörte, dessen Aufführungen stets von der Theaterpolizei überwacht wurden. 1875 musste Weimann Insolvenz anmelden und der Volksgarten wurde für 429.000 Mark an die Brüder Schommartz versteigert. Diese erweiterten den Volksgarten um weitere Attraktionen wie eine „Dresdener Vogelschießhalle“, eine „Velocipedenbahn“ und eine „Gesellschafts-Wippschaukel“. Allerdings waren auch die Brüder 1879 bankrott, sodass der Volksgarten erneut versteigert wurde, diesmal an Max Weimann, den Sohn von Eduard August Weimann.
In dieser Zeit wurde der Weimannsche Volksgarten zu einer wichtigen Versammlungsstätten der Sozialdemokratischen Arbeiterbewegung. Während der Zeit der Sozialistengesetze (1878–1890) konnten Sozialisten und Sozialdemokraten sich hier versammeln, während andere Wirte dies aus Furcht vor dem Entzug der Konzession nicht gestatteten. In einer Liste der „Berliner Lokalkommission“ wurde „Weimann’s Volksgarten“ neben 35 anderen Berliner Lokalen ausdrücklich empfohlen.
Weimanns Volksgarten blieb der größte Vergnügungspark des Gesundbrunnens. Es gab Tierkarawanen, Völkerschauen, Auftritte von Luftschiffern mit Fesselballons, artistische Darbietungen und Kinderfeste. Eine besondere Attraktion war der Auftritt der japanischen Künstlertruppe „Godayou“, die mit ihren Jongleurkünsten, Equilibristik und Feuerschluckern im Juli 1888 eine solche Begeisterung auslöste, dass andere Etablissements „Japanische Künstler-Kostümfeste“ veranstalteten. Die Auftritte exotischer Tiere und andersfarbiger Menschen war damals ein Ersatz für Reisen in ferne Länder, die mit naiver Freude aufgenommen wurden.
Weimann, der während seiner zehn Jahre als Besitzer des Volksgartens ein Vermögen gemacht hatte, verspielte dieses aber, sodass er den Volksgarten 1889 an die Berliner Adlerbrauerei verkaufte, aber weiter als Geschäftsführer erhalten blieb.
Im Jahr 1903 wechselte der Besitz des Volksgarten an Moritz Ollendorf, den Teilhaber einer Grundstücks-Aktiengesellschaft. Dieser hatte nicht die Absicht, den Volksgarten weiter zu betreiben, sondern beantragte beim Berliner Magistrat die Durchlegung einer Straße, um das zukünftige Bauterrain besser nutzen zu können. Der Volksgarten war noch bis Ostern 1905 geöffnet und wurde dann abgerissen. Anschließend wurde das Gelände parzelliert und entlang der neu angelegten Bastianstraße mit Wohnhäusern bebaut.

### Unterhaltungsviertel

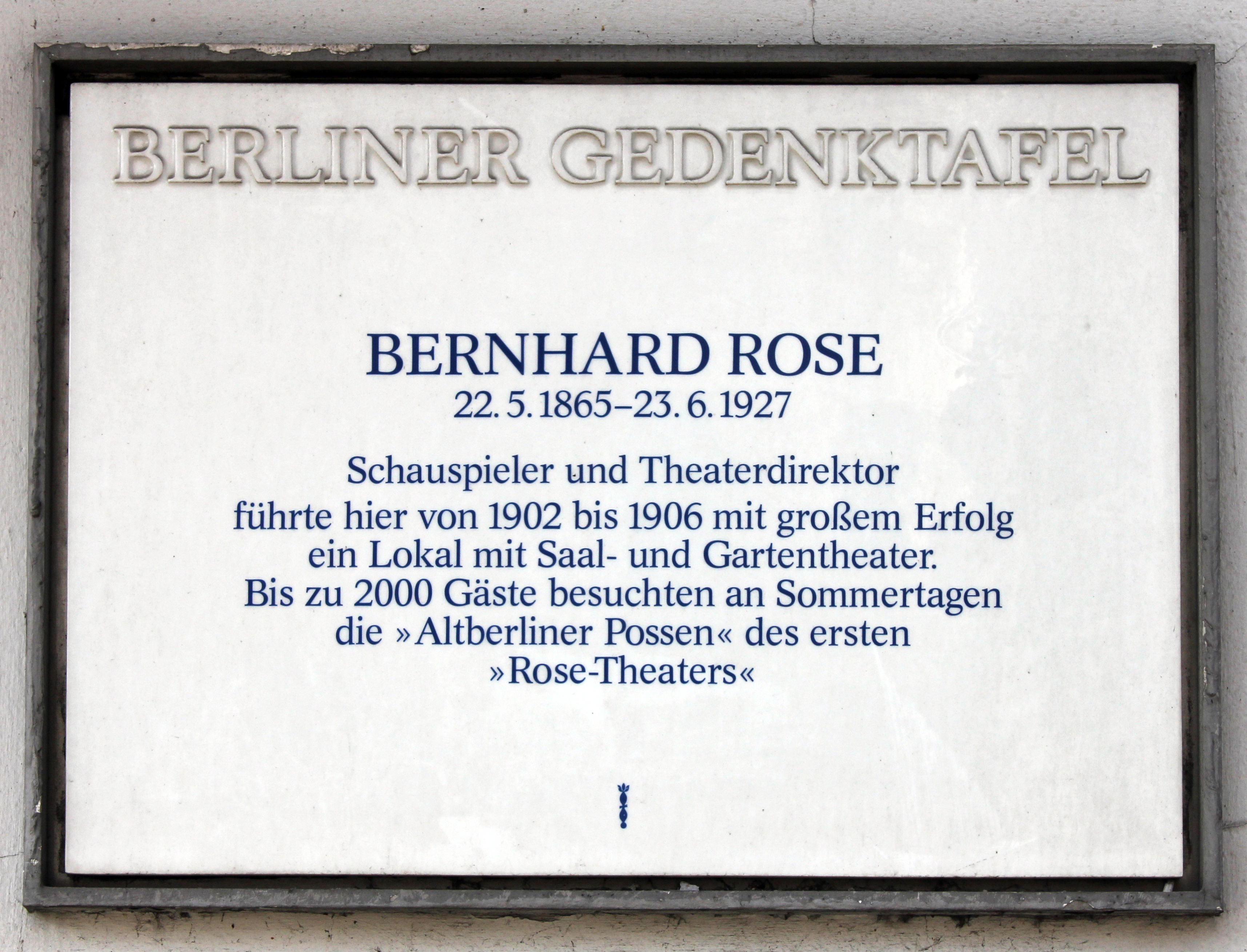
Gedenktafel für Bernhard Rose am Haus 58

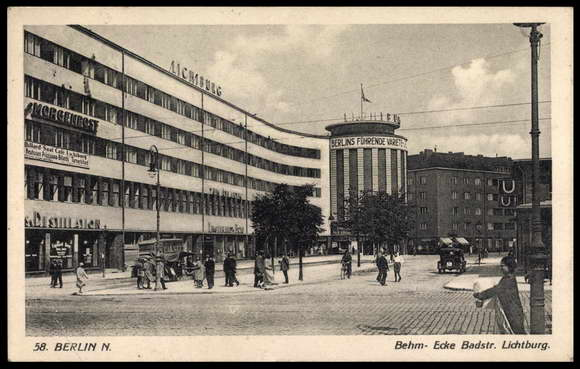
Lichtburg 1931

Das erste Kino der Badstraße entstand im Marienbad. Es verfügte über einen Konzert- und Theatersaal, den Carl Galuschki 1910 zu einem Kinematographentheater umbaute und das 1911 als Marienbad-Lichtspiele eröffnet wurde. Schon zuvor gab E. Luft ab 1908 dort Filmvorführungen. Aus dem Saalgebäude des „Voigt-Theaters“ in der Badstraße 58 entstand 1923 das „Alhambra“, das ab 1938 den Namen „Neue Alhambra“ trug. Am Gebäude ist eine Gedenktafel für Bernhard Rose angebracht, der hier von 1902 bis 1906 sein erstes Rose-Theater betrieb, bevor er mit dem Theater nach Berlin-Friedrichshain zog.
Bis in die 1930er Jahre konnte die Badstraße ihre Rolle als Unterhaltungsviertel beibehalten. Erst der Zweite Weltkrieg brachte das Leben in den Straßen zum Erliegen. Einen Höhepunkt bildete die 1929 in der Gartenstadt Atlantic von Rudolf Fränkel errichtete legendäre Lichtburg, das auch ein elegantes Café mit Tanzdiele und eigener Kapelle betrieb. Zum Kriegsende war der südliche Teil der Straße zwischen Bastian- und Hochstraße stark zerstört, da die Lage nahe an den Flaktürmen im Volkspark Humboldthain starke Verwüstungen mit sich brachte.

### Nach 1945
Nach Kriegsende wurden die Zerstörungen zügig behoben. Während der westliche Abschnitt bis zur Panke weitestgehend von Zerstörungen verschont blieb, waren im Bereich zwischen Bahnhof Gesundbrunnen und Prinzenallee rund zwei Drittel der Gebäude zerstört. Nach dem Ende der Berlin-Blockade etablierte sich in den Häuserlücken innerhalb weniger Wochen ein großer Markt mit improvisierten Marktbuden. Das Angebot richtete sich vor allem an die Kundschaft aus dem Osten, die hier nach der Währungsumstellung all die Dinge erwerben konnte, die es im Westen nun gab, im Osten aber nicht. Begünstigt wurde die Entwicklung durch die Lage des Bahnhofs Gesundbrunnen, der nur eine Station vom S-Bahnhof Schönhauser Allee entfernt ist sowie durch die Linie D (heute: Linie U8) der Berliner U-Bahn. Das Grenzgeschäft spielte sich hauptsächlich im Bereich zwischen Prinzenallee und Behmstraße ab, der westliche Teil wurde überwiegend von den Anwohnern genutzt.
Die Grundstücke Nr. 15a und 61a auf der Trasse der ehemaligen Berlin-Stettiner Eisenbahn, die im Besitz der Reichsbahn waren und nur mit provisorischen Gebäuden bebaut werden durften, pachtete Kurt Silberstein, dessen Vater bereits den Rummelplatz und Volksgarten an der Badstraße 8 betrieben hatte. Silberstein errichtete 1952 auf dem Grundstück Badstraße 15a zwei Zeilen von Baracken, die er an andere Händler weiter vermietete. So entstand die „Ladenstraße 15a“, die sich als Zentrum des Grenzhandels entwickelte. Auch auf den Grundstücken 14–17 entstanden Verkaufsbuden und eine offizielle Wechselstube. Neben Einkaufsmöglichkeiten entstanden auch Cafés und Restaurants. In der Badstraße 11 richtete „Aschinger“ eine Bierquelle ein, daneben, in der Nr. 12 entstand das „Café Pinguin“ und auf der Nr. 59 gab es neben dem „Kaufhaus Gesundbrunnen“ den wiederhergestellten „Dachgarten“, der ein beliebter Treffpunkt war. Wichtig waren auch die Grenzkinos, die für die Ost-Besucher Programme zu ermäßigten Preisen zeigten, z. B. im Corso-Theater mit dem „Café Corso“ in der Behmstraße.
In Anlehnung an die Herkunft der Kunden wurde die Badstraße damals von vielen Anwohnern Sachsendamm genannt.
Die zwölfjährige Blütezeit fand mit dem Mauerbau am 13. August 1961 ein jähes Ende, die kleinen Händler standen vor dem Nichts und die Verkaufsbuden verschwanden. Die Bad- und die Brunnenstraße lagen nun an drei Seiten von der Mauer umgeben in einem toten Ende, sodass auch alteingesessene Geschäfte aufgeben mussten. Die AEG schloss 1983 ihr Werksgelände in der Brunnenstraße, wodurch auch die letzten Kaufhäuser in der Brunnenstraße (Hertie, Bilka) schließen mussten.
Mit dem Einzug türkischer Familien begann eine Neubelebung des Gesundbrunnens. Das erste türkische Reisebüro eröffnete 1971 an der Badstraße 17. Heute ist die Badstraße überwiegend von türkischen und arabischen Bewohnern und Geschäften geprägt.

## U-Bahn-Linie 8

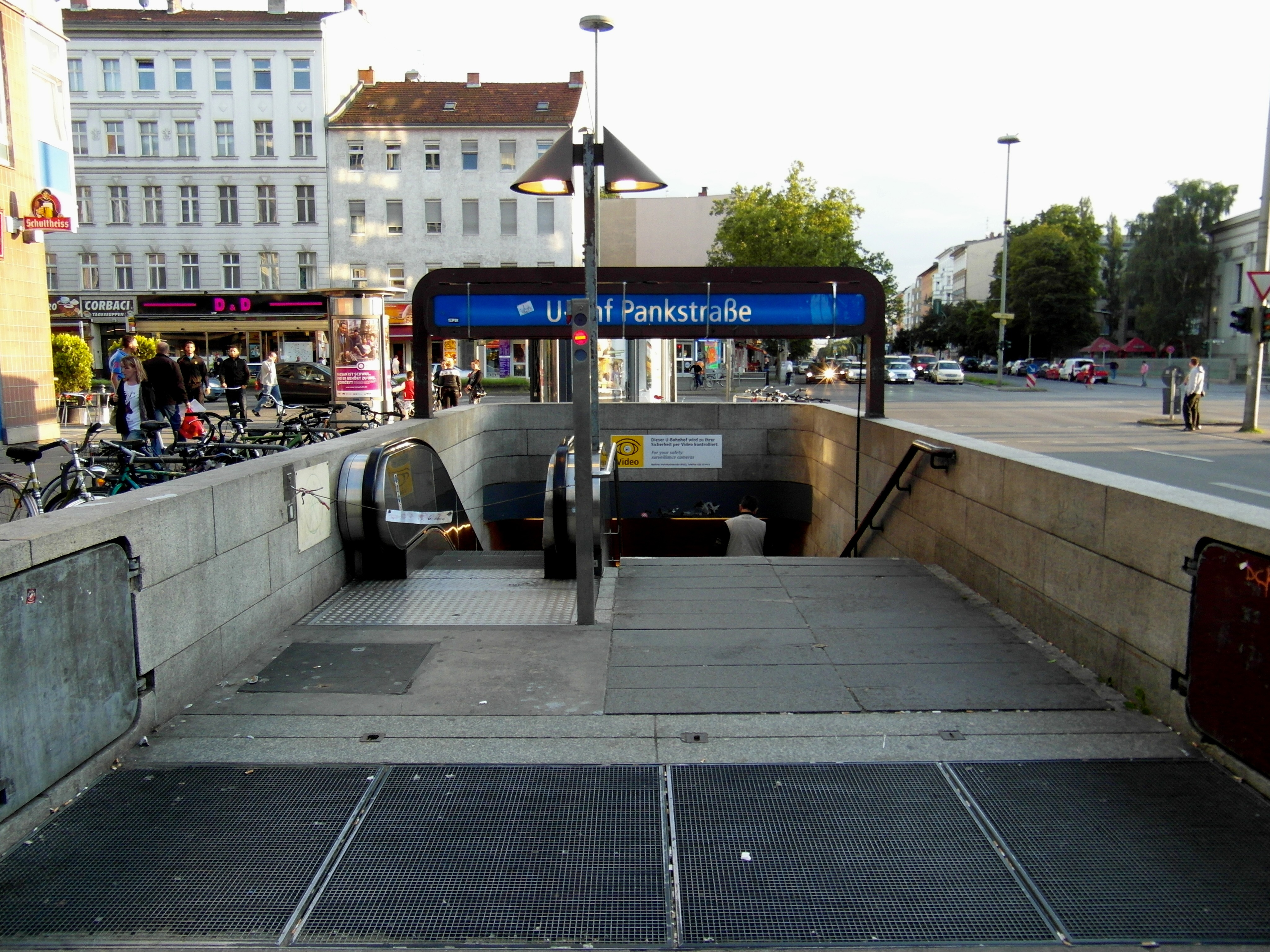
Eingang zum U-Bahnhof Pankstraße mit der Badstraße im Hintergrund

Die U-Bahn-Linie U8 unterquert die Badstraße und die anschließende Brunnenstraße in der gesamten Länge. Der Abschnitt bis zum U-Bahnhof Gesundbrunnen wurde bereits am 18. April 1930 eröffnet. Am 5. Oktober 1977 wurde die erste Erweiterung zum U-Bahnhof Osloer Straße eröffnet, mit der der Anschluss zur U-Bahn-Linie U9 geschaffen wurde. Erst zehn Jahre später, am 27. April 1987, konnte das nächste Streckenstück bis zum Paracelsus-Bad in Betrieb genommen werden (die Bauarbeiten hatten 1980 begonnen). Waren die Verlängerungen bei den anderen Linien wesentlich schneller vorangegangen, dauerten sie hier ungewöhnlich lange. Im U-Bahnhof Pankstraße befindet sich eine Zivilschutzanlage für 3339 Personen.

## Bibliothek am Luisenbad

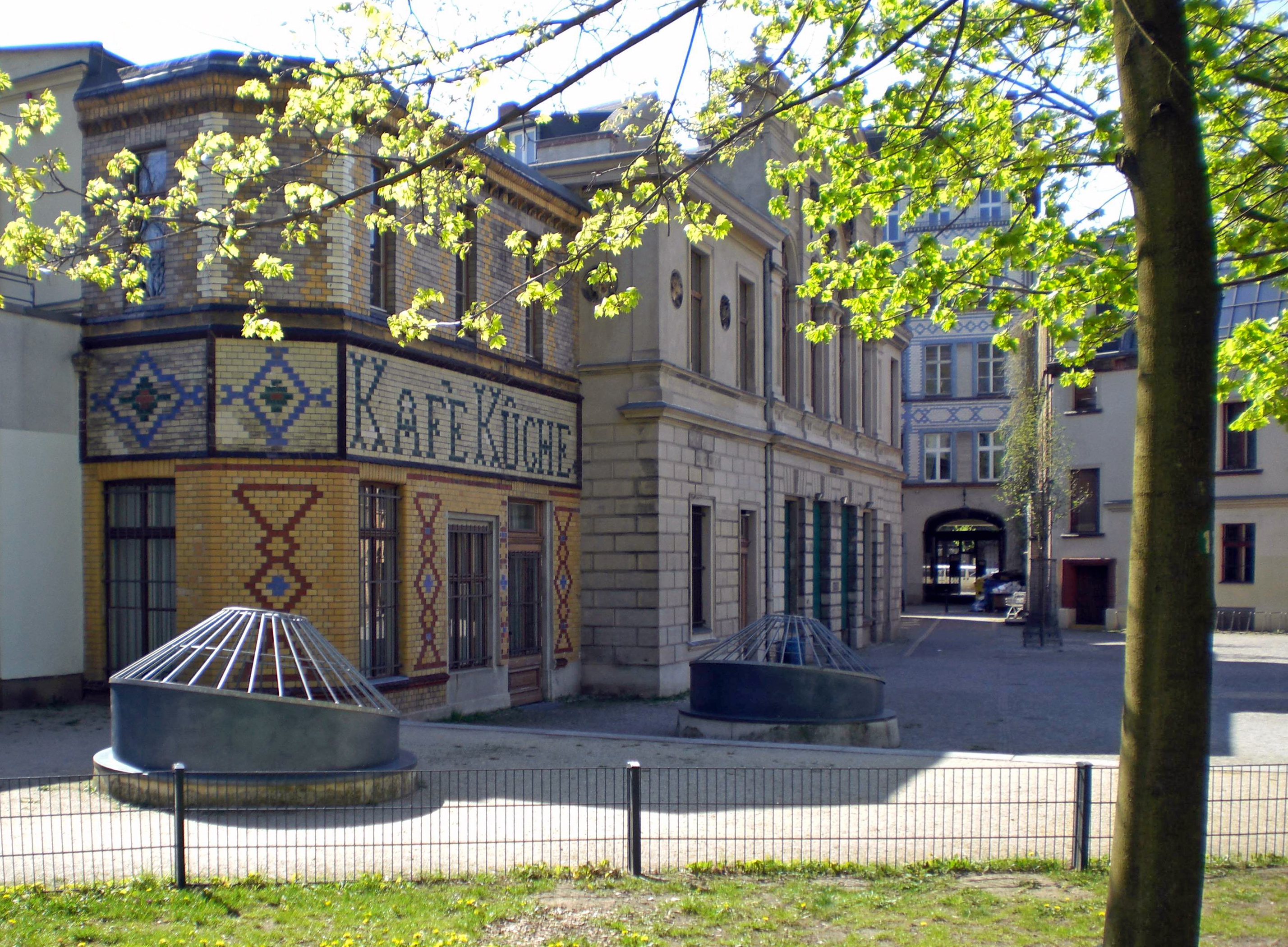
Bibliothek am Luisenbad – Vestibül und Kaffeeküche

Die Gebäude des ehemaligen Marienbades werden seit 1995 durch die Bibliothek am Luisenbad genutzt. Nach einem Entwurf der Architekten Rebecca Chestnutt und Robert Niess entstand ab 1991 aus den Resten des 1888 errichteten Marienbades und weiteren historischen Gebäudeteilen sowie den größtenteils unterhalb des Straßenniveaus liegenden Neubauteilen die Bibliothek, die sich als „architektonisches Juwel im Ortsteil Gesundbrunnen“ ansieht.
Das Gebäude besteht aus drei Teilen:
- Das Comptoir, das ehemalige „Kafè Küche“-Gebäude, beherbergt die Verwaltung.
- Das Vestibül im aufwendig renovierten Puttensaal im Erdgeschoss dient als Foyer der Bibliothek und als Veranstaltungsraum.
- Der tiefer liegende Lesesaal liegt in dem halbkreisförmigen Neubauteil, der über eine Rampe und einen Aufzug erreicht werden kann. Hier findet sich auch ein Skulpturenhof, der zum Lesen im Freien gedacht ist.

## Baudenkmale

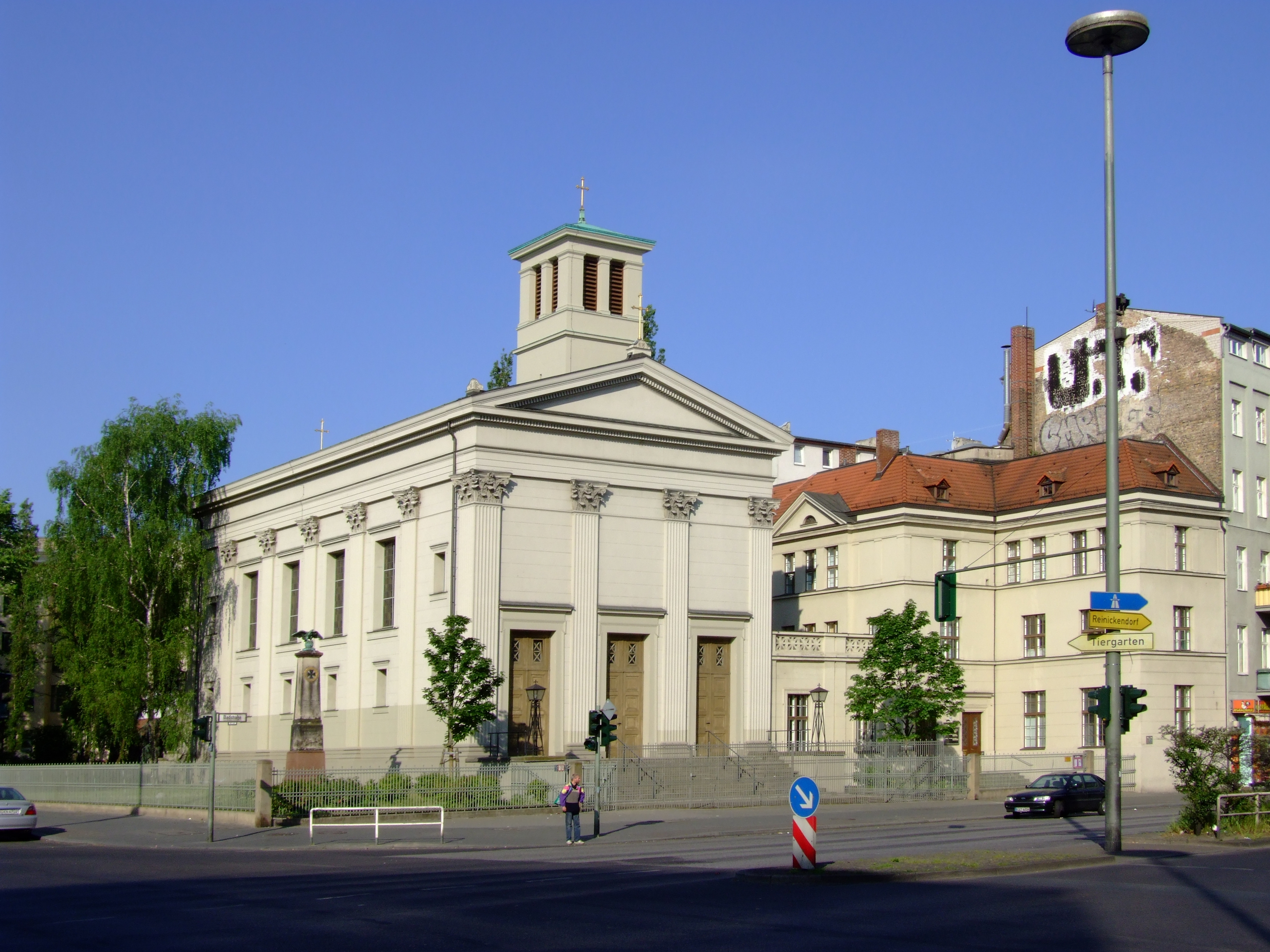
St. Paulskirche von 1835

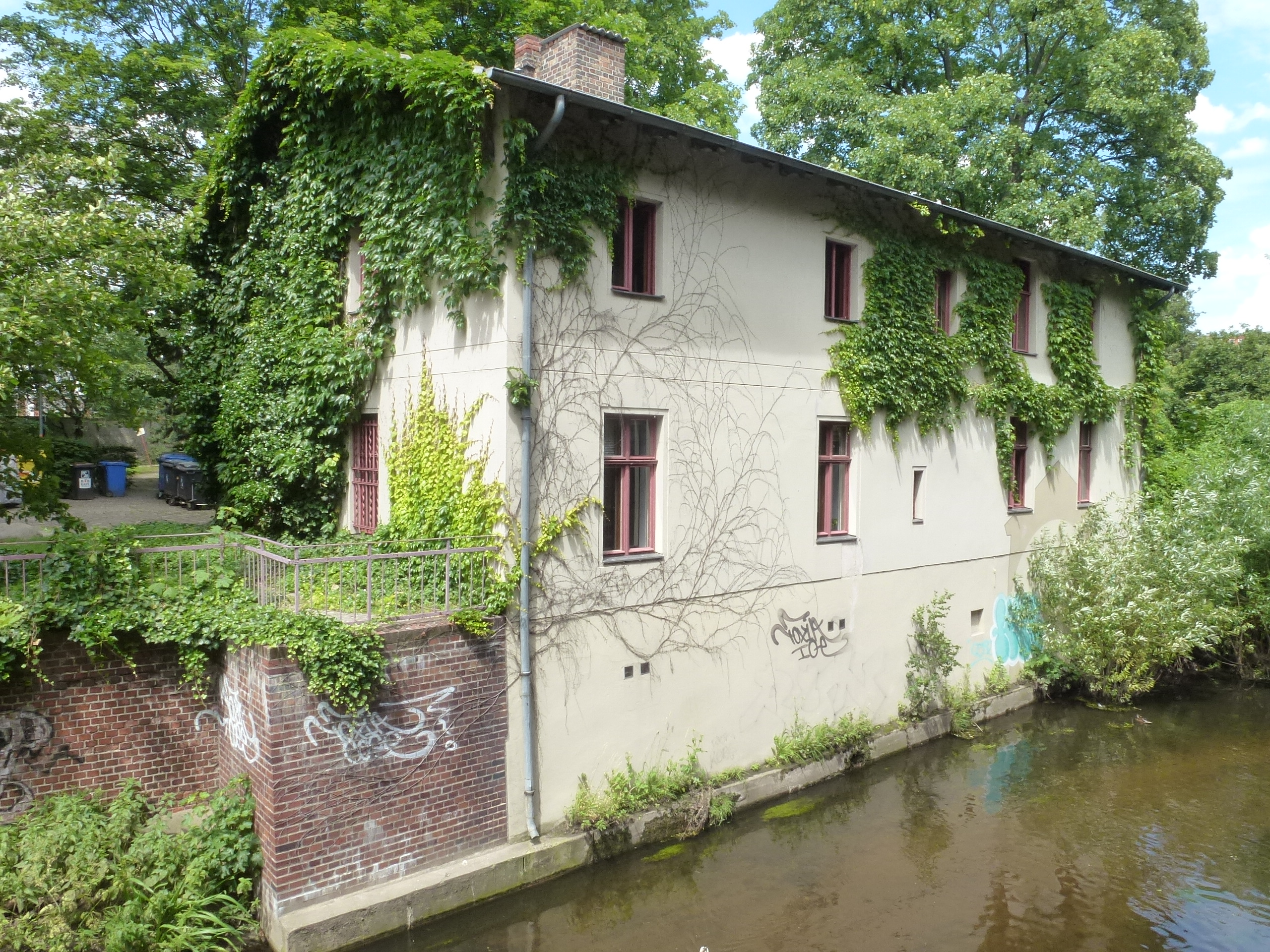
Pankemühle

In der Badstraße befinden sich mehr als 20 gelistete Baudenkmale, aus dem 19. und 20. Jahrhundert. Ältestes Bauwerk ist hierbei die 1832–1835 von Karl Friedrich Schinkel errichtete und von Friedrich Wilhelm III. für die Bewohner der Vorstadt gestiftete Evangelische Pfarrkirche St. Paul, mit der der Gesundbrunnen zugleich einen zentralen Bereich an der Kreuzung Badstraße/Prinzenallee erhielt.
Zu den ältesten erhaltenen Wohn- und Gewerbegebäuden zählt die Panke-Mühle von 1843 bis 1844, die anstelle des 1830 eingestürzten Mühlenhauses von 1714 entstand. Die Panke-Mühle wurde 1890 stillgelegt und nach der Beseitigung des Wasserrades in eine Druckerei umgewandelt. Heute dient das 1978–1981 restaurierte Mühlenhaus als Bürogebäude.
Das Zentrum Gesundbrunnen am oberen Ende der Badstraße ist der historische Kern des Ortsteils. Mit den verschiedenen Bebauungsschichten ist die Entwicklung der einstigen vorstädtischen Ansiedlung in ein großstädtisches Wohn- und Geschäftszentrum anschaulich ablesbar. Das Haus Badstraße 29, errichtet 1862, verweist mit seinen drei Geschossen auf die zunehmende städtische Verdichtung in der Mitte des 19. Jahrhunderts. Nach 1880 wurden die vorstädtischen Bauten von fünfgeschossigen Mietshäusern verdrängt, die einen geschlossenen Blockrand ausbilden. Auf dem Gelände nördlich der Badstraße errichtete der Bauunternehmer und Zimmermeister Carl Galuschki mehrere Mietshäuser. Der einstige Park des Gesundbrunnens südlich der Badstraße wurde 1886 von der Handelsgesellschaft Gebrüder Hirschler aufgekauft, die das Gelände parzellieren und die Buttmannstraße anlegen ließ. An den Wohn- und Geschäftshäusern des frühen 20. Jahrhunderts kann man erkennen, dass sich die Badstraße immer mehr in ein Geschäftszentrum verwandelte. Die Gebäude dieser Zeit unterscheiden sich mit ihren individuell gestalteten Fassaden von den älteren Mietshäusern.
Das Haus der Volksbildung in der Badstraße 10 entstand zwischen 1913 und 1915 nach einem Entwurf von Ludwig Hoffmann. Mit seinem hohen Walmdach beherrscht es den Straßenraum und den gegenüberliegenden Blochplatz. Es entstand gemeinsam mit dem Schulgebäude in der Grüntaler Straße auf dem Gelände der ehemaligen Markthalle XII.
Das Eckgebäude Stettiner Straße 65, Badstraße 18 ist noch eines der wenigen zweigeschossigen Häuser. Das 1851 errichtete Gebäude wurde 1885 aufgestockt und um einen Seitenflügel in der Stettiner Straße ergänzt.

## Stolpersteine
Vor folgenden Häusern in der Brunnenstraße wurden Stolpersteine verlegt:
- Nr. 58: Alfred Barkowsky, Frieda Barkowsky, Friederike Barkowsky, Ilse Barkowsky, Isaak Barkowsky
- Nr. 61: Hilde Horwitz, Tana Horwitz, Walter Horwitz
- Nr. 64: René Hopp, Joel Abel Hopp, Rudolf Hopp, Ruth Hopp

## Verkehr
Die Badstraße ist eine wichtige Verbindungsstraße (StEP-Klasse II – übergeordnete Straßenverbindung), dementsprechend hat der Durchgangsverkehr eine hohe Verkehrsdichte, trotzdem existieren keine Einrichtungen für Radfahrer. Am östlichen Ende befindet sich der Bahnhof Berlin Gesundbrunnen mit Anschluss an die Berliner Ringbahn, die Nord-Süd-S-Bahn, den Regionalverkehr und den Fernverkehr. Hier bestehen Umsteigemöglichkeiten zu U-Bahn-Linie U8, mit einem weiteren Halt am U-Bahnhof Pankstraße, sowie zu den Buslinien 247 und N8. Durch die Prinzenallee verkehrt die Buslinie M27.